# Revolution (The Beatles)
Revolution è un brano musicale dei Beatles, scritto da John Lennon, ma attribuito come da convenzione al duo compositivo Lennon-McCartney.

## Descrizione
La canzone è apparsa in due differenti versioni:
- un pezzo rock, uscito come Lato B della hit Hey Jude e in seguito sull'antologia Hey Jude e in altre compilation;
- una lenta ballata acustica denominata Revolution 1, pubblicata nel White Album qualche mese dopo.

Nello stesso album è presente un altro celeberrimo brano composto da John Lennon, in collaborazione con Yoko Ono, ispirato alla musica colta e sperimentale di Karlheinz Stockhausen dal titolo Revolution 9 che, a parte il titolo, non ha assolutamente nulla in comune con le altre due Revolution.

### La versione nel singolo

#### Musica e arrangiamento
La versione in singolo si presenta effettivamente in una veste molto più graffiante e cattiva della sorella contenuta nel White Album e quindi molto più consona al titolo stesso della canzone, incominciando dal potente urlo introduttivo di Paul McCartney e proseguendo con un sottofondo costante di chitarra distorta di George Harrison, oltreché un piano elettrico suonato da Nicky Hopkins ed un tono vocale aggressivo da parte di John Lennon.
La prima versione della canzone viene ricordata come prototipo di "rock duro", preannunciante l'ondata heavy metal che strariperà negli anni successivi al 1968. La Seconda versione, pubblicata solo pochi mesi dopo nel White Album è caratterizzato da un arrangiamento di grande classe con influenze jazz-blues, aggiunta di fiati, un ritmo rallentato, sornione, quasi a spiazzare il pubblico in perfetto stile Beatles. Il pezzo è cantato da Lennon con una voce sommessa e tranquilla con aggiunta di coretti swing anni cinquanta che, proprio per le forti polemiche che il precedente singolo aveva causato ne enfatizzano e potenziano la sua ironica diversità.

#### Revolution- Testo e significato politico
Il testo del brano fu ispirato dagli importanti e decisivi fermenti giovanili, ma più in generale culturali, che ebbero il loro culmine in Europa e in America proprio nell'anno di pubblicazione dell'album (1968).
John Lennon, ovvero il "Beatle intellettuale" più interessato ad esprimere anche attraverso le sue canzoni contenuti sociali e politici tali da poter rispettare il ruolo conferitogli di "faro" per le nuove generazioni, desiderava manifestare le sue opinioni e quelle dei Beatles sulla piega violenta che il movimento ispirato principalmente ad una ideologia marxista-maoista stava prendendo in quegli anni.
Nella versione su 45 giri uscita il 30 agosto Lennon, senza distaccarsi dalle istanze massimaliste della frangia rivoluzionaria che per lo più appoggiava in quanto a tematiche, ne critica apertamente la deriva violenta, come si  evince dal testo:
(Beatles)

#### Revolution 1 - Count me out, in!
Negli anni successivi e per tutti gli anni settanta sia Lennon che Yoko Ono diverranno icone e simbolo proprio di quella rivoluzione culturale, sebbene pacifica, ostentando in numerose occasioni pubbliche anche il pugno alzato simbolo dei valori culturali della sinistra mondiale indipendentemente da un singolo partito, luogo o politico di riferimento. Tuttavia il testo di Revolution e più in generale il contributo di Lennon all'Album bianco risentirono chiaramente della già massiccia e positiva influenza che l'incontro con l'artista e intellettuale Yoko Ono stava esercitando su John Lennon e questo causò un malinteso di fondo.
Nel 1968 Yoko Ono era dichiaratamente pacifista sebbene avant-garde e rivoluzionaria nell'animo, posizione che in linea di massima condivideva con Lennon, il quale era apparso con in mano il simbolico ramoscello di ulivo già sul retro della copertina di Rubber soul, nel 1965 quando i due non si conoscevano. La loro filosofia di vita nonché strategia di combattimento si ispirava chiaramente all'insegnamento del Mahatma Gandhi o di quanto aveva portato avanti proprio in quegli anni negli stati uniti d'America il reverendo Martin Luther King, da poco brutalmente assassinato, ovvero la teoria secondo cui rispondere alla violenza con la violenza non è la giusta strada per la vittoria finale. In questo senso sia Gandhi in India che il movimento per i diritti civili in America avevano dimostrato che era possibile raggiungere grandi risultati senza che le vittime si uniformassero ai comportamenti deviati di uno stato carnefice.
In seguito alla diffidenza che il testo di Revolution provocò in vari movimenti della controcultura giovanile, e a più o meno velate accuse secondo cui Lennon e più in generale i Beatles volessero clamorosamente prendere le distanze da quel cambiamento che proprio loro in qualche modo avevano cominciato o quantomeno fatto esplodere, attestandosi quindi su posizioni più conservatrici, Lennon si rese conto che il messaggio di quel testo era stato male interpretato e decise di porre rimedio a questa situazione. In seguito dichiarò espressamente in diverse interviste di essersi pentito non tanto del contenuto di quel testo ma della sua forma non abbastanza chiara nella sua semplicità, e che non avrebbe dovuto citare in maniera troppo superficiale i dimostranti con l'effigie di Mao. Solo pochi mesi dopo la pubblicazione del singolo, con l'uscita imminente dell'attesissimo doppio album, i tempi erano maturi per una precisazione, e la risposta che molti attendevano arrivò puntuale nella maniera più inattesa, simpatica e gioiosa, in perfetto stile pacifista.
La nuova ironica ma combattiva versione di Revolution, chiamata questa volta Revolution 1, tesa a smorzare le polemiche ma anche a rispondere alla chiamata, era ormai pronta.

## Reincisione nelWhite Album

### Testo e significato
Rispetto alla versione uscita tre mesi prima su singolo, oltre ai geniali stravolgimenti nell'arrangiamento, chiari segnali di voler abbassare i toni ma anche una simpatica ostentazione di calma e sicurezza di sé, John Lennon aggiunse la decisiva parola "in", sussurrata quasi sottovoce alla fine del verso "don't you know that you can count me out". Come a dire: se mi tirate la giacca (il testo faceva un chiaro riferimento anche a richieste di aiuti economici) posso starne fuori o essere in prima fila con voi ma non basta fare proclami e scatenare rabbia. Vediamo i programmi ("we'd all love to see the plans") quali sono le persone, le situazioni e le strategie scelte. Solo allora "you can count me out, in".

## Formazione
- John Lennon - voce, chitarra solista
- Paul McCartney - cori, basso
- George Harrison - cori, chitarra ritmica (con distorsione)
- Ringo Starr - batteria
- Nicky Hopkins - pianoforte